# Concistori di papa Pio IX

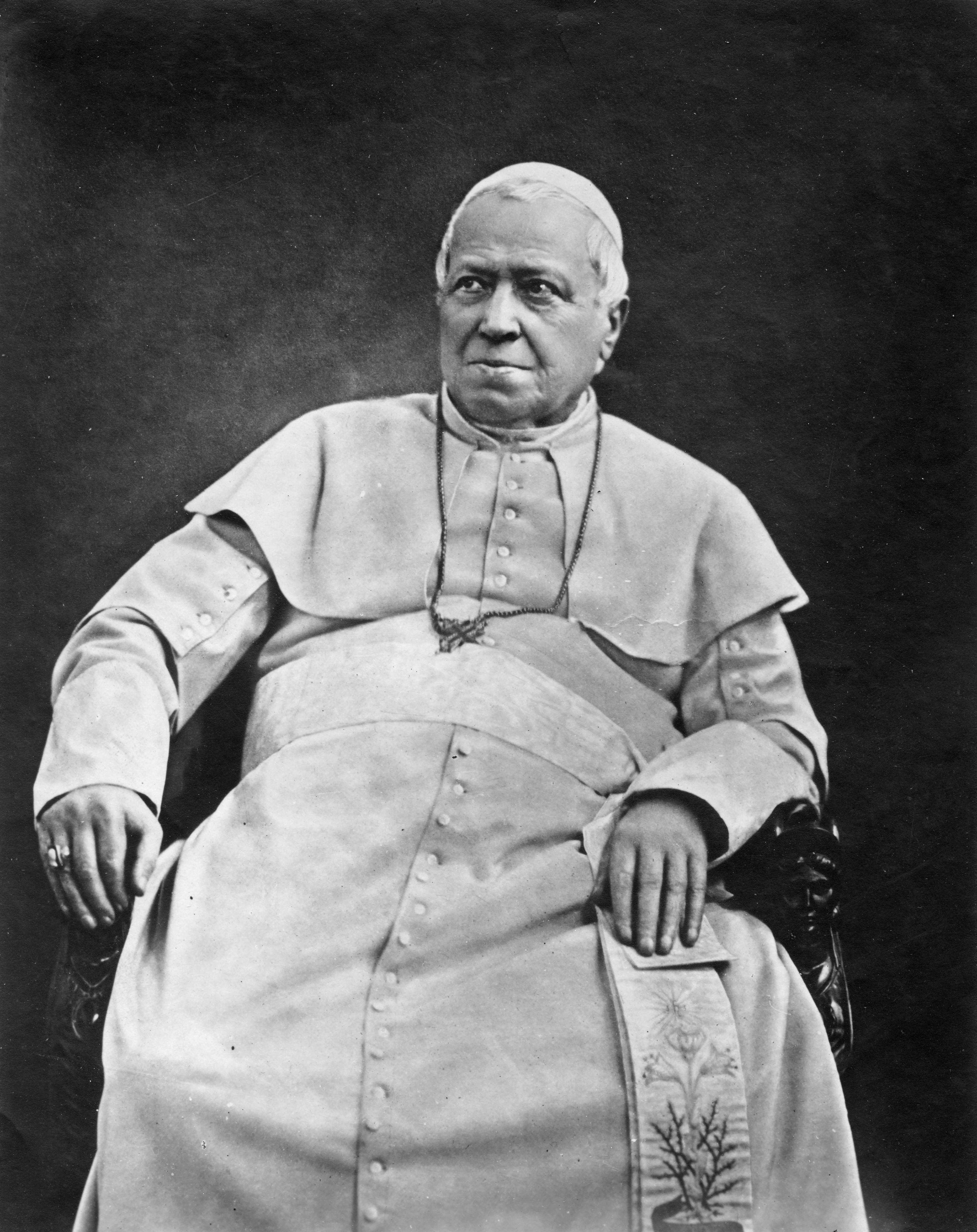
Papa Pio IX

Questa voce raccoglie l'elenco completo dei concistori per la creazione di nuovi cardinali presieduti da papa Pio IX, con l'indicazione di tutti i cardinali creati (123 nuovi cardinali in 23 concistori). Tra i porporati figura il suo immediato successore al soglio pontificio: Leone XIII. I nomi sono posti in ordine di creazione.

## 21 dicembre 1846 (I)
- Gaetano Baluffi, arcivescovo-vescovo di Imola; creato cardinale presbitero dei Santi Marcellino e Pietro; deceduto l'11 novembre 1866;
- Pietro Marini, vice-camerlengo di Santa Romana Chiesa e governatore di Roma; creato cardinale diacono di San Nicola in Carcere; deceduto il 19 agosto 1863;

Due cardinali riservati "in pectore":
- Raffaele Fornari, arcivescovo titolare di Nicea, nunzio apostolico in Francia; creato cardinale presbitero di Santa Maria sopra Minerva (pubblicato il 30 settembre 1850; titolo ricevuto il 10 aprile 1851) deceduto il 15 agosto 1854;
- Giuseppe Bofondi, decano della Sacra Rota Romana; creato cardinale diacono (pro illa vice) di San Cesareo in Palatio (pubblicato l'11 giugno 1847), deceduto il 2 dicembre 1867.

## 11 giugno 1847 (II)
- Pierre Giraud, arcivescovo di Cambrai; creato cardinale presbitero di Santa Maria della Pace; deceduto il 17 aprile 1850;
- Jacques-Marie-Antoine-Célestin du Pont, arcivescovo di Bourges; creato cardinale presbitero di Santa Maria del Popolo; deceduto il 26 maggio 1859;
- Giacomo Antonelli, tesoriere generale della Camera Apostolica; creato cardinale diacono di Sant'Agata dei Goti; deceduto il 6 novembre 1876.

## 17 gennaio 1848 (III)
- Carlo Vizzardelli, segretario della Congregazione per gli affari ecclesiastici straordinari; creato cardinale presbitero di San Pancrazio fuori le mura; deceduto il 24 maggio 1851;

## 30 settembre 1850 (IV)
- Paul-Thérèse-David d'Astros, arcivescovo di Tolosa; creato cardinale presbitero; deceduto il 29 settembre 1851, senza essersi recato a Roma per ricevere il titolo;
- Juan José Bonel y Orbe, arcivescovo di Toledo; creato cardinale presbitero di Santa Maria della Pace (titolo ricevuto il 30 novembre 1854); deceduto l'11 febbraio 1857;
- Giuseppe Cosenza, arcivescovo di Capua; creato cardinale presbitero di Santa Maria in Traspontina; deceduto il 30 marzo 1863;
- Jacques-Marie-Adrien-Césaire Mathieu, arcivescovo di Besançon; creato cardinale presbitero di San Silvestro in Capite (titolo ricevuto il 18 marzo 1852); deceduto il 9 luglio 1875;
- Judas José Romo y Gamboa, arcivescovo di Siviglia; creato cardinale presbitero; deceduto l'11 gennaio 1855, senza essersi recato a Roma per ricevere il titolo;
- Thomas-Marie-Joseph Gousset, arcivescovo di Reims; creato cardinale presbitero di San Callisto (titolo ricevuto il 10 aprile 1851); deceduto il 22 dicembre 1866;
- Maximilian Joseph Gottfried Sommerau Beeckh, arcivescovo di Olomouc; creato cardinale presbitero; deceduto il 31 marzo 1853, senza essersi recato a Roma per ricevere il titolo;
- Johannes von Geissel, arcivescovo di Colonia; creato cardinale presbitero di San Lorenzo in Panisperna (titolo ricevuto il 19 marzo 1857); deceduto l'8 settembre 1864;
- Pedro Paulo de Figueiredo da Cunha e Melo, arcivescovo di Braga; creato cardinale presbitero; deceduto il 31 dicembre 1855, senza essersi recato a Roma per ricevere il titolo;
- Nicholas Patrick Stephen Wiseman, arcivescovo di Westminster; creato cardinale presbitero di Santa Pudenziana; deceduto il 15 febbraio 1865;
- Giuseppe Pecci, arcivescovo-vescovo di Gubbio; creato cardinale presbitero di Santa Balbina; deceduto il 21 gennaio 1855;
- Melchior Ferdinand Joseph von Diepenbrock, arcivescovo di Breslavia; creato cardinale presbitero; deceduto il 20 gennaio 1853, senza essersi recato a Roma per ricevere il titolo;
- Roberto Giovanni F. Roberti, uditore generale della Camera Apostolica; creato cardinale diacono di Santa Maria in Domnica; deceduto il 7 novembre 1867.

## 15 marzo 1852 (V)
- Domenico Lucciardi, arcivescovo-vescovo di Senigallia; creato cardinale presbitero di San Clemente; deceduto il 13 marzo 1864;
- François-Auguste-Ferdinand Donnet, arcivescovo di Bordeaux; creato cardinale presbitero di Santa Maria in Via (titolo ricevuto il 27 giugno 1853); deceduto il 23 dicembre 1882;
- Girolamo d'Andrea, arcivescovo titolare di Melitene, segretario della S.C. del Concilio; creato cardinale presbitero di Sant'Agnese fuori le mura; deceduto il 14 maggio 1868;
- Carlo Luigi Morichini, arcivescovo titolare di Nisibi, tesoriere generale della Camera Apostolica; creato cardinale presbitero di Sant'Onofrio; deceduto il 26 aprile 1879;

Due cardinali riservati "in pectore":
- Michele Viale-Prelà, arcivescovo titolare di Cartagine, nunzio apostolico in Austria; creato cardinale presbitero dei Santi Andrea e Gregorio al Monte Celio (pubblicato il 7 marzo 1853, titolo ricevuto il 18 settembre 1856); deceduto il 15 maggio 1860;
- Giovanni Brunelli, arcivescovo titolare di Tessalonica, nunzio apostolico in Spagna; creato cardinale presbitero di Santa Cecilia (pubblicato il 7 marzo 1853); deceduto il 21 febbraio 1861.

## 7 marzo 1853 (VI)
- Ján Krstiteľ Scitovský, arcivescovo di Strigonio; creato cardinale presbitero di Santa Croce in Gerusalemme (titolo ricevuto il 16 novembre 1854); deceduto il 19 ottobre 1866;
- François-Nicholas-Madeleine Morlot, arcivescovo di Tours; creato cardinale presbitero dei Santi Nereo e Achilleo; deceduto il 29 dicembre 1862;
- Giusto Recanati, O.F.M.Cap., arcivescovo titolare di Tripoli di Fenicia, amministratore apostolico emerito di Senigallia; cardinale presbitero dei Santi XII Apostoli; deceduto il 17 novembre 1861;
- Domenico Savelli, vice-camerlengo di Santa Romana Chiesa; creato cardinale diacono di Santa Maria in Aquiro; deceduto il 30 agosto 1864;
- Prospero Caterini, segretario della S.C. degli Studi; creato cardinale diacono di Santa Maria della Scala; deceduto il 28 ottobre 1881;
- Vincenzo Santucci, segretario della Congregazione per gli affari ecclesiastici straordinari; creato cardinale diacono dei Santi Vito, Modesto e Crescenzia; deceduto il 19 agosto 1861.

## 19 dicembre 1853 (VII)
- Vincenzo Gioacchino Pecci, arcivescovo-vescovo di Perugia; cardinale presbitero di San Crisogono; poi eletto papa con il nome di Leone XIII il 20 febbraio 1878; deceduto il 20 luglio 1903;

Un cardinale riservato "in pectore":
- Camillo Di Pietro, arcivescovo titolare di Berito, nunzio apostolico in Portogallo; cardinale presbitero di San Giovanni a Porta Latina (pubblicato il 16 giugno 1856; titolo ricevuto il 15 aprile 1859); deceduto il 6 marzo 1884;

## 17 dicembre 1855 (VIII)
- Joseph Othmar von Rauscher, arcivescovo di Vienna; creato cardinale presbitero di Santa Maria della Vittoria (titolo ricevuto il 23 dicembre 1858); deceduto il 24 novembre 1875;
- Karl August von Reisach, arcivescovo di Monaco e Frisinga; creato cardinale presbitero di Sant'Anastasia; deceduto il 22 dicembre 1869;
- Clément Villecourt, vescovo di La Rochelle; creato cardinale presbitero di San Pancrazio fuori le mura; deceduto il 17 gennaio 1867;
- Francesco Gaude, O.P., consultore della S.C. dei Vescovi e dei Regolari; creato cardinale presbitero di Santa Maria in Ara Coeli; deceduto il 14 dicembre 1860.

## 16 giugno 1856 (IX)
- Mihail Lewicki, arcieparca di Leopoli degli Ucraini; creato cardinale presbitero; deceduto il 14 gennaio 1858, senza essersi recato a Roma per ricevere il titolo;
- Juraj Haulík Váralyai, arcivescovo di Zagabria; creato cardinale presbitero dei Santi Quirico e Giulitta (titolo ricevuto il 19 marzo 1857); deceduto il giorno 11 maggio 1869;
- Alessandro Barnabò, segretario della S.C. de Propaganda Fide; creato cardinale presbitero di Santa Susanna; deceduto il 24 febbraio 1874;
- Gaspare Grassellini, C.O., vice-camerlengo emerito di Santa Romana Chiesa; creato cardinale diacono dei Santi Vito, Modesto e Crescenzia; deceduto il 16 settembre 1875;
- Francesco de' Medici di Ottajano, prefetto della Casa Pontificia; creato cardinale diacono di San Giorgio in Velabro; deceduto l'11 ottobre 1857.

## 15 marzo 1858 (X)
- Cirilo de Alameda y Brea, O.F.M., arcivescovo di Toledo; creato cardinale presbitero; deceduto il 30 giugno 1872, senza essersi recato a Roma per ricevere il titolo;
- Antonio Benedetto Antonucci, arcivescovo-vescovo di Ancona e Numana; creato cardinale presbitero dei Santi Silvestro e Martino ai Monti; deceduto il 29 gennaio 1879;
- Manuel Joaquín Tarancón y Morón, arcivescovo di Siviglia; creato cardinale presbitero; deceduto il 26 agosto 1862, senza essersi recato a Roma per ricevere il titolo;
- Enrico Orfei, vescovo di Cesena; creato cardinale presbitero di Santa Balbina; deceduto il 22 dicembre 1870;
- Giuseppe Milesi Pironi Ferretti, delegato apostolico di Ancona; creato cardinale presbitero di Santa Maria in Ara Coeli; deceduto il 2 agosto 1873;
- Pietro de Silvestri, decano della Sacra Rota Romana; creato cardinale diacono dei Santi Cosma e Damiano; deceduto il 19 novembre 1875;
- Teodolfo Mertel, O.F.M.Cap., Ministro della Giustizia dello Stato Pontificio; creato cardinale diacono di Sant'Eustachio (ultimo cardinale a non essere ordinato sacerdote); deceduto l'11 luglio 1899.

## 25 giugno 1858 (XI)
- Manuel Bento Rodrigues da Silva, patriarca di Lisbona; creato cardinale presbitero; deceduto il 26 settembre 1869, senza essersi recato a Roma per ricevere il titolo

## 27 settembre 1861 (XII)
- Alexis Billiet, arcivescovo di Chambéry; creato cardinale presbitero dei Santi Bonifacio e Alessio (titolo ricevuto il 25 settembre 1862); deceduto il 30 aprile 1873;
- Carlo Sacconi, arcivescovo titolare di Nicea e nunzio apostolico in Francia; creato cardinale presbitero di Santa Maria del Popolo; deceduto il 25 febbraio 1889;
- Miguel García Cuesta, arcivescovo di Santiago di Compostela; creato cardinale presbitero di Santa Prisca (titolo ricevuto il 21 maggio 1862); deceduto il 14 aprile 1873;
- Gaetano Bedini, vescovo di Viterbo e Tuscania; creato cardinale presbitero di Santa Maria sopra Minerva; deceduto il 6 settembre 1864;
- Fernando de la Puente y Primo de Rivera, arcivescovo di Burgos; creato cardinale presbitero di Santa Maria della Pace (titolo ricevuto il 21 maggio 1862); deceduto il 20 marzo 1867;
- Angelo Quaglia, segretario della S.C. del Concilio; creato cardinale presbitero dei Santi Andrea e Gregorio al Monte Celio; deceduto il 27 agosto 1872;
- Antonio Maria (Niccolò) Panebianco, O.F.M.Conv., consultore della S.C. dei Riti e del Sant'Uffizio; creato cardinale presbitero di San Girolamo degli Schiavoni; deceduto il 21 novembre 1885.

In questo concistoro papa Pio IX avrebbe creato cardinale anche Angelo Ramazzotti, patriarca di Venezia; questi morì però il 24 settembre 1861, tre giorni prima della cerimonia.

## 16 marzo 1863 (XIII)
- Giuseppe Luigi Trevisanato, patriarca di Venezia; creato cardinale presbitero dei Santi Nereo e Achilleo (titolo ricevuto il 22 settembre 1864); deceduto il 28 aprile 1877;
- Antonio Saverio De Luca, arcivescovo titolare di Tarso, nunzio apostolico in Austria; creato cardinale presbitero dei Santi Quattro Coronati; deceduto il 28 dicembre 1883;
- Giuseppe Andrea Bizzarri, arcivescovo titolare di Filippi, segretario della S.C. dei Vescovi e dei Regolari; creato cardinale presbitero di San Girolamo degli Schiavoni; deceduto il 26 agosto 1877;
- Luis de la Lastra y Cuesta, arcivescovo di Siviglia; creato cardinale presbitero di San Pietro in Vincoli (titolo ricevuto il 12 luglio 1867); deceduto il 5 maggio 1876;
- Jean-Baptiste-François Pitra, O.S.B., consultore delle SS.CC. dei Riti e de Propaganda Fide; creato cardinale presbitero di San Tommaso in Parione; deceduto il 9 febbraio 1889;
- Filippo Maria Guidi, O.P., futuro arcivescovo di Bologna; creato cardinale presbitero di San Sisto; deceduto il 27 febbraio 1879;
- Francesco Pentini, già Ministro dell'interno dello Stato Pontificio; cardinale diacono di Santa Maria in Portico Campitelli; deceduto il 17 dicembre 1869.

## 11 dicembre 1863 (XIV)
- Henri-Marie-Gaston Boisnormand de Bonnechose, arcivescovo di Rouen; creato cardinale presbitero di San Clemente (titolo ricevuto il 22 settembre 1864); deceduto il 28 ottobre 1883.

## 22 giugno 1866 (XV)
- Paul Cullen, Arcivescovo di Dublino; creato cardinale presbitero di San Pietro in Montorio; deceduto il 24 ottobre 1878;
- Gustav Adolf von Hohenlohe-Schillingsfürst, arcivescovo titolare di Edessa e Osroene, elemosiniere apostolico; cardinale presbitero di Santa Maria in Traspontina; deceduto il 30 ottobre 1896;
- Luigi Maria Bilio, B., consultore della S.C. dell'Inquisizione; creato cardinale presbitero di San Lorenzo in Panisperna; deceduto il 30 gennaio 1884;
- Antonio Matteucci; governatore di Roma e vice-camerlengo di Santa Romana Chiesa; creato cardinale diacono di San Giorgio in Velabro; deceduto il 9 luglio 1866;
- Domenico Consolini, vicepresidente del Consiglio di Stato (Stato Pontificio); creato cardinale diacono di Santa Maria in Domnica; deceduto il 20 dicembre 1884.

## 13 marzo 1868 (XVI)
- Lucien-Louis-Joseph-Napoléon Bonaparte, chierico di Roma, cugino di Napoleone III, imperatore dei francesi; creato cardinale presbitero di Santa Pudenziana; deceduto il 19 novembre 1895;
- Innocenzo Ferrieri, arcivescovo titolare di Side, nunzio apostolico in Portogallo; creato cardinale presbitero di Santa Cecilia; deceduto il 13 gennaio 1887;
- Matteo Eustachio Gonella, arcivescovo-vescovo di Viterbo e Tuscania; creato cardinale presbitero di Santa Maria sopra Minerva; deceduto il 15 aprile 1870;
- Lorenzo Barili, arcivescovo titolare di Tiana, nunzio apostolico in Spagna; creato cardinale presbitero di Sant’Agnese fuori le mura; deceduto l'8 marzo 1875;
- Giuseppe Berardi, arcivescovo titolare di Nicea, sostituto della Segreteria di Stato; creato cardinale presbitero dei Santi Marcellino e Pietro; deceduto il 6 aprile 1878;
- Juan de la Cruz Ignacio Moreno y Maisanove, arcivescovo di Valladolid; creato cardinale presbitero di Santa Maria della Pace; deceduto il 28 agosto 1884;
- Raffaele Monaco La Valletta, assessore del Sant'Uffizio; creato cardinale presbitero di Santa Croce in Gerusalemme; deceduto il 14 luglio 1896;
- Edoardo Borromeo, maestro di camera della Corte Pontificia; creato cardinale diacono dei Santi Vito, Modesto e Crescenzia; deceduto il 30 novembre 1881;
- Annibale Capalti, segretario della S.C. de Propaganda Fide; creato cardinale diacono di Santa Maria in Aquiro; deceduto il 18 ottobre 1877.

## 22 dicembre 1873 (XVII)
- Inácio do Nascimento Morais Cardoso, patriarca di Lisbona; creato cardinale presbitero dei Santi Nereo e Achilleo (titolo ricevuto il 25 giugno 1877); deceduto il 23 febbraio 1883;
- René-François Régnier, arcivescovo di Cambrai; creato cardinale presbitero della Santissima Trinità al Monte Pincio (titolo ricevuto il 4 maggio 1874); deceduto il 3 gennaio 1881;
- Maximilian Joseph von Tarnóczy, arcivescovo di Salisburgo; creato cardinale presbitero di Santa Maria in Ara Coeli (titolo ricevuto il 4 maggio 1874); deceduto il 4 aprile 1876;
- Flavio Chigi, arcivescovo titolare di Mira, nunzio apostolico emerito in Francia; creato cardinale presbitero di Santa Maria del Popolo (titolo ricevuto il 15 giugno 1874); deceduto il 15 febbraio 1885;
- Alessandro Franchi, arcivescovo titolare di Tessalonica, nunzio apostolico emerito in Spagna; creato cardinale presbitero di Santa Maria in Trastevere; deceduto il 31 luglio 1878;
- Joseph Hippolyte Guibert, O.M.I., arcivescovo di Parigi; creato cardinale presbitero di San Giovanni a Porta Latina (titolo ricevuto il 15 giugno 1874); deceduto l'8 luglio 1886;
- Mariano Falcinelli Antoniacci, O.S.B., arcivescovo titolare di Atene, nunzio apostolico in Austria; cardinale presbitero di San Marcello (titolo ricevuto il 4 maggio 1874); deceduto il 29 maggio 1874;
- Mariano Benito Barrio y Fernández, arcivescovo di Valencia; creato cardinale presbitero dei Santi Giovanni e Paolo, deceduto il 20 novembre 1876;
- Luigi Oreglia di Santo Stefano, arcivescovo titolare di Damiata, nunzio apostolico in Portogallo; creato cardinale presbitero di Sant'Anastasia; deceduto il 7 dicembre 1913;
- János Simor, arcivescovo di Strigonio; creato cardinale presbitero di San Bartolomeo all'Isola (titolo ricevuto il 15 giugno 1874); deceduto il 23 gennaio 1891;
- Camillo Tarquini, S.I., presbitero, canonista e archeologo; creato cardinale diacono di San Nicola in Carcere; deceduto il 15 febbraio 1874;
- Tommaso Maria Martinelli, O.E.S.A., presbitero e teologo; creato cardinale diacono di San Giorgio in Velabro; deceduto il 30 marzo 1888.

## 15 marzo 1875 (XVIII)
- Pietro Gianelli, arcivescovo titolare di Sardi, segretario della S.C. del Concilio; creato cardinale presbitero di Sant’Agnese fuori le mura; deceduto il 5 novembre 1881;
- Mieczysław Halka Ledóchowski, arcivescovo di Gniezno-Poznań; creato cardinale presbitero di Santa Maria in Ara Coeli (titolo ricevuto il 7 aprile 1876); deceduto il 22 luglio 1902;
- John McCloskey, arcivescovo di New York; creato cardinale presbitero di Santa Maria sopra Minerva (titolo ricevuto il 17 settembre 1875); deceduto il 10 ottobre 1885;
- Henry Edward Manning, arcivescovo di Westminster; creato cardinale presbitero dei Santi Andrea e Gregorio al Monte Celio; deceduto il 14 gennaio 1892;
- Victor-Auguste-Isidore Dechamps, C.SS.R, arcivescovo di Malines (Mechelen) (Belgio); creato cardinale presbitero di San Bernardo alle Terme; deceduto il 29 settembre 1883;
- Domenico Bartolini, protonotario apostolico, archeologo, storico e agiografo; creato cardinale diacono di San Nicola in Carcere; deceduto il 2 ottobre 1887;

Cinque cardinali riservati "in pectore":
- Ruggero Luigi Emidio Antici Mattei, patriarca titolare di Costantinopoli dei Latini; cardinale presbitero di San Lorenzo in Panisperna (pubblicato il 17 settembre 1875) deceduto il 21 aprile 1883;
- Salvatore Nobili Vitelleschi, arcivescovo titolare di Seleucia di Isauria, segretario della S.C. dei Vescovi e dei Regolari; creato cardinale presbitero di San Marcello (pubblicato il 17 settembre 1875); deceduto il 17 ottobre 1875;
- Giovanni Simeoni, arcivescovo titolare di Calcedonia, nunzio apostolico in Spagna; cardinale presbitero di San Pietro in Vincoli (pubblicato il 17 settembre 1875; titolo ricevuto il 18 dicembre 1876); deceduto il 14 gennaio 1892;
- Lorenzo Ilarione Randi, vice-camerlengo di Santa Romana Chiesa; creato cardinale diacono di Santa Maria in Cosmedin (pubblicato il 17 settembre 1875); deceduto il 20 dicembre 1887;
- Bartolomeo Pacca, junior, maestro di camera della Corte Pontificia; creato cardinale diacono di Santa Maria in Portico Campitelli (pubblicato il 17 settembre 1875); deceduto il 14 ottobre 1880.

In questo concistoro papa Pio IX avrebbe creato cardinale anche Frédéric-François-Xavier Ghislain de Mérode, arcivescovo titolare di Melitene; questi morì però l'11 luglio 1874.

## 17 settembre 1875 (XIX)
- Godefroy Brossais-Saint-Marc, arcivescovo di Rennes; creato cardinale presbitero di Santa Maria della Vittoria (titolo ricevuto il 3 aprile 1876); deceduto il 26 febbraio 1878.

## 3 aprile 1876 (XX)
- Bartolomeo d'Avanzo, vescovo di Teano e Calvi; creato cardinale presbitero di Santa Susanna; deceduto il 20 ottobre 1884;
- Johannes Baptiste Franzelin, S.I., teologo pontificio; creato cardinale presbitero dei Santi Bonifacio e Alessio; deceduto l'11 dicembre 1886.

## 12 marzo 1877 (XXI)
- Francisco de Paula Benavides y Navarrete, patriarca delle Indie Occidentali; creato cardinale presbitero di San Tommaso in Parione; deceduto il 30 marzo 1895;
- Francesco Saverio Apuzzo, arcivescovo di Capua; creato cardinale presbitero di Sant'Onofrio; deceduto il 30 luglio 1880;
- Manuel García Gil, O.P., arcivescovo di Saragozza; creato cardinale presbitero di Santo Stefano al Monte Celio; deceduto il 28 aprile 1881;
- Edward Henry Howard, arcivescovo titolare di Neocesarea del Ponto, vescovo ausiliare di Frascati (Italia); creato cardinale presbitero dei Santi Giovanni e Paolo; deceduto il 16 settembre 1892;
- Miguel Payá y Rico, arcivescovo di Santiago de Compostela; creato cardinale presbitero dei Santi Quirico e Giulitta; deceduto il 25 dicembre 1891;
- Louis-Marie-Joseph-Eusèbe Caverot, arcivescovo di Lione; creato cardinale presbitero di San Silvestro in Capite; deceduto il 23 gennaio 1887;
- Luigi di Canossa, S.I., vescovo di Verona; creato cardinale presbitero di San Marcello; deceduto il 12 marzo 1900;
- Luigi Serafini, vescovo di Viterbo e Tuscania; creato cardinale presbitero di San Girolamo degli Schiavoni; deceduto il 1º febbraio 1894;
- Lorenzo Nina, protonotario apostolico, prefetto agli studi del Seminario Romano; creato cardinale diacono di Sant'Angelo in Pescheria; deceduto il 25 luglio 1885;
- Enea Sbarretti, segretario della S.C. dei Vescovi e dei Regolari; creato cardinale diacono di Santa Maria ad Martyres; deceduto il 1º maggio 1884;
- Frédéric de Falloux du Coudray, reggente della Cancelleria Apostolica; creato cardinale diacono di Sant'Agata dei Goti; deceduto il 22 giugno 1884.

## 22 giugno 1877 (XXII)
- Josip Mihalović, arcivescovo di Zagabria; creato cardinale presbitero di San Pancrazio fuori le mura; deceduto il 19 febbraio 1891;
- Johann Baptist Rudolf Kutschker, arcivescovo di Vienna; creato cardinale presbitero di Sant'Eusebio; deceduto il 27 gennaio 1881;
- Lucido Maria Parocchi, arcivescovo di Bologna; creato cardinale presbitero di San Sisto; deceduto il 15 gennaio 1903.

## 28 dicembre 1877 (XXIII)
- Vincenzo Moretti, arcivescovo di Ravenna; creato cardinale presbitero di Santa Sabina; deceduto il 6 ottobre 1881;
- Antonio Pellegrini, decano della Camera Apostolica; creato cardinale diacono di Santa Maria in Aquiro; deceduto il 2 novembre 1887.

## Nazioni con i primi cardinali autoctoni
Nei concistori presieduti da papa Pio IX, sono 3 le nazioni che hanno avuto il loro primo cardinale autoctono nella storia della Chiesa cattolica.

### Suddivisione per concistoro
| Concistoro  | Nazioni       | Totale |
| ----------- | ------------- | ------ |
| Giugno 1856 | - Ucraina     | 1      |
| Giugno 1866 | - Irlanda     | 1      |
| Marzo 1868  | - Guatemala   | 1      |
| Marzo 1875  | - Stati Uniti | 1      |
| TOTALE      | TOTALE        | 4      |

### Suddivisione per continente
| Continente | Nazioni                   | Totale |
| ---------- | ------------------------- | ------ |
| Europa     | - Irlanda - Ucraina       | 2      |
| America    | - Stati Uniti - Guatemala | 2      |
| TOTALE     | TOTALE                    | 4      |